# Nogueira (Lousada)
Nogueira ist eine Gemeinde (Freguesia) im portugiesischen Kreis Lousada. In ihr leben 1251 Einwohner (Stand 30. Juni 2011).

## Geschichte
Erstmals offiziell erwähnt wurde die heutige Gemeinde in einer Urkunde im Jahr 1114. In den königlichen Erhebungen wurde Nogueira 1258 bereits als eigene Gemeinde geführt. In den Registern von 1758 gehörte die Gemeinde zum Kreis von Unhão. Seit den verschiedenen Verwaltungsreformen nach der Liberalen Revolution 1822, in denen der Kreis Unhão aufgelöst wurde, gehört Nogueira zum Kreis Lousada.

## Kultur und Sehenswürdigkeiten
Die im 18. Jahrhundert errichtete, auf eine ältere Kirche zurückgehende Gemeindekirche Igreja Paroquial de Nogueira (nach ihrer Schutzpatronin auch Igreja de Santa Cristina) verfügt über einen Glockenturm und zeigt im Inneren u. a. Rokoko-Altarretabel.
In der Gemeinde existieren einige Herrenhäuser (portugiesisch casa oder quinta), unter denen die Casa do Outeiro, Casa da Bouça, Quinta da Vila, Quinta do Campo, und die Quinta de Fundo de Vila als bedeutendste gelten.